# Słowacja
Słowacja, Republika Słowacka (słow. Slovensko, Slovenská republika) – unitarne państwo śródlądowe w Europie Środkowej. Graniczy z Austrią (106,7 km), Polską (541,1 km), Czechami (251,8 km), Ukrainą (97,8 km) oraz Węgrami (654,8 km). Łączna długość granicy lądowej wynosi 1652,2 km. Do 31 grudnia 1992 wchodziła w skład Czechosłowacji. Od 19 stycznia 1993 członek ONZ, od 29 marca 2004 członek NATO, od 1 maja 2004 należy do Unii Europejskiej, a od 1 stycznia 2009 – do strefy euro. Jest również członkiem Grupy Wyszehradzkiej. Stolicą państwa jest Bratysława, położona nad Dunajem przy granicy z Austrią i Węgrami.

## Geografia

### Położenie i ukształtowanie powierzchni

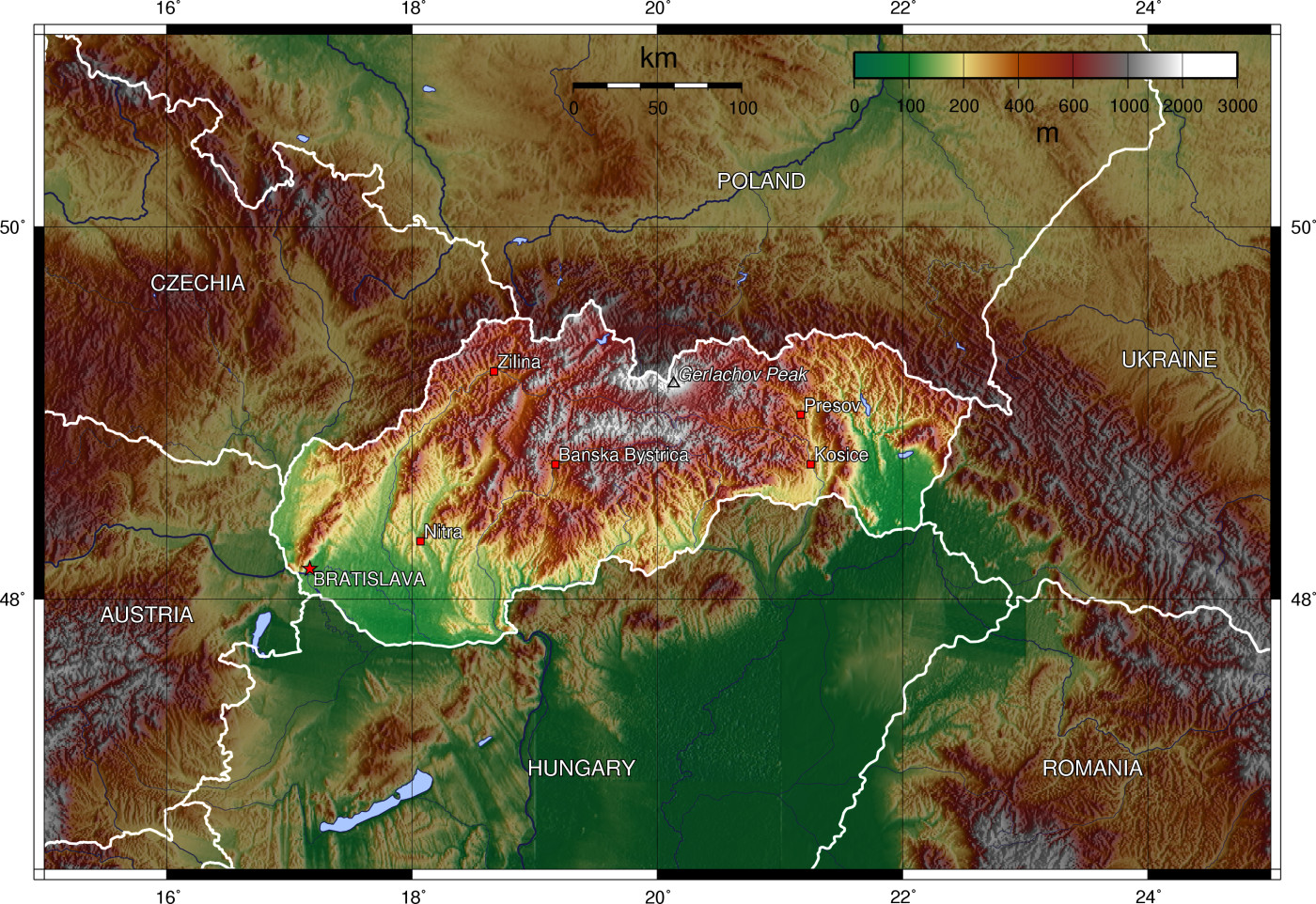
Mapa hipsometryczna Słowacji

Słowacja to państwo położone w Europie Środkowej, rozpościerające się na obszarze liczącym 49 034,7 km². Terytorium Słowacji pełni funkcję pomostu między wschodem i zachodem, czyli – między byłym Związkiem Radzieckim a Europą Zachodnią oraz między północą a południem, tj. pomiędzy Skandynawią a Bałkanami.

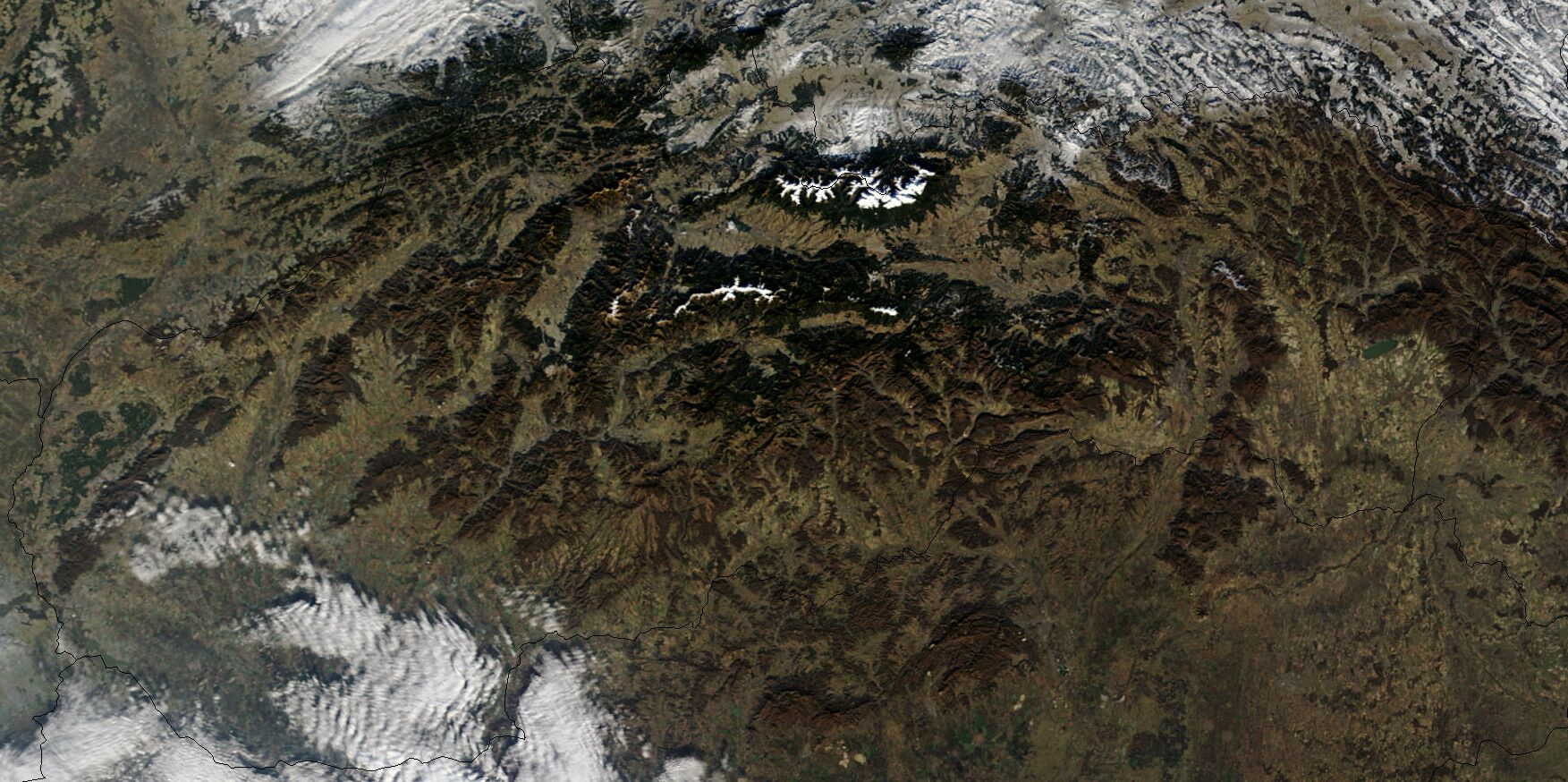
Słowacja z kosmosu

Słowacja, poza niewielkim wyjątkiem, znajduje się po południowej stronie wododziałowego łuku Karpat. Jest krajem górskim, ponieważ 61% jej powierzchni zajmują liczne pasma Karpat Zachodnich, takie jak: Tatry, Białe Karpaty, Małe Karpaty, Niżne Tatry, Rudawy Słowackie, Wielka Fatra, Mała Fatra oraz Karpat Wschodnich, takie jak: Bieszczady i Wyhorlat. Najwyższy punkt Słowacji stanowi tatrzański szczyt górski Gerlach (2655 m n.p.m.). Góry obfitują w rozległe kotliny śródgórskie, z których największe to: Kotlina Koszycka i Kotlina Liptowska. Tereny nizinne zajmują stosunkowo niewielką część powierzchni kraju. Stanowią je trzy niziny: najmniejsza, Nizina Zahorska na południowo-zachodnim skraju państwa, największa, Nizina Naddunajska nad Dunajem, na południu oraz Nizina Wschodniosłowacka na południowym wschodzie, z najniższym punktem powierzchni państwa przy przecięciu rzeki Bodrog z granicą państwa (94,7 m n.p.m.).

### Klimat
Słowacja należy do strefy klimatu umiarkowanego kontynentalnego ciepłego. Pogórza północnej Słowacji charakteryzują się klimatem chłodnym, natomiast niziny południowej Słowacji – ciepłym. Między tymi obszarami zaznacza się klimat umiarkowanie ciepły. Średnia roczna temperatura powietrza waha się od 6 °C do 10 °C (stycznia: od 0 °C do −6 °C; lipca: od 16 °C do 20 °C). Ilość opadów jest dostateczna (400–1200 mm rocznie), ale na nizinach zdarzają się susze.

### Flora
Lasy, głównie iglaste i mieszane, zajmują około 40% powierzchni kraju. Największe kompleksy leśne występują w środkowej i północno-wschodniej Słowacji. Na Nizinie Naddunajskiej i na Nizinie Wschodniosłowackiej pierwotnie dominował step lub lasostep, ale tereny te już dawno zostały zajęte pod rolnictwo.

### Fauna
Świat zwierzęcy Słowacji należy do krainy palearktycznej. Z racji położenia w centrum Europy fauna Słowacji jest typowa dla kontynentalnych terenów Europy Środkowej. Na skutek tego jednak, iż terytorium kraju sięga aż po Dunaj i Nizinę Węgierską, występują w niej liczne elementy panońskie (zwłaszcza stepowe) czy nawet południowoeuropejskie (bałkańskie). Natomiast z uwagi na to, że większa część Słowacji ma charakter górzysty i w dużej mierze jest pokryta lasami, w faunie tego obszaru występuje szereg gatunków pochodzenia północnego (borealnego).
Spośród kręgowców występują na terenie Słowacji 3 gatunki z rodziny minogowatych. Na 61 stwierdzonych gatunków ryb jest 45 żyjących w wodach płynących, 9 w wodach stojących, 5 w potokach górskich i 2 w zarastających zbiornikach wodnych na bagnach i mokradłach. Do tych ostatnich należy rzadka muławka bałkańska, występująca m.in. na Wyspie Żytniej na Dunaju.
Fauna płazów liczy 18 gatunków. Gady reprezentuje 12 gatunków, wśród nich żółw błotny, największy wąż środkowoeuropejski – wąż Eskulapa, jaszczurka zielona i okularowiec panoński (typowy przedstawiciel fauny bałkańskiej).
Awifauna Słowacji obejmuje 315 gatunków, z czego 204 gatunki gniazdujące. Spośród nich 127 gatunków związanych jest z biotopami wodnymi, a 124 gatunki z lasami. Wśród gatunków zamieszkujących stepy i rozległe nizinne pastwiska jest jeden z największych i najbardziej zagrożonych ptaków Europy – drop wielki (ok. 300 osobników), gniazdujący m.in. na Wyspie Żytniej.
W stanie dzikim żyje na Słowacji 78 gatunków ssaków, w tym najwięcej (41) – w lasach. Są wśród nich wszystkie największe drapieżniki Środkowej Europy: niedźwiedź brunatny, wilk szary, ryś euroazjatycki, żbik europejski, wydra europejska. Szczególnej ochronie podlegają dwa gatunki wysokogórskie: kozica północna i świstak tatrzański oraz 22 gatunki nietoperzy, a także niektóre inne rzadkie gatunki, jak endemiczna darniówka tatrzańska czy smużka leśna.
Spośród bezkręgowców należy wymienić ponad 3500 gatunków motyli, z czego znaczna część związana jest z występującymi głównie na południu kraju ciepłolubnymi zespołami roślinnymi.

### Hydrologia

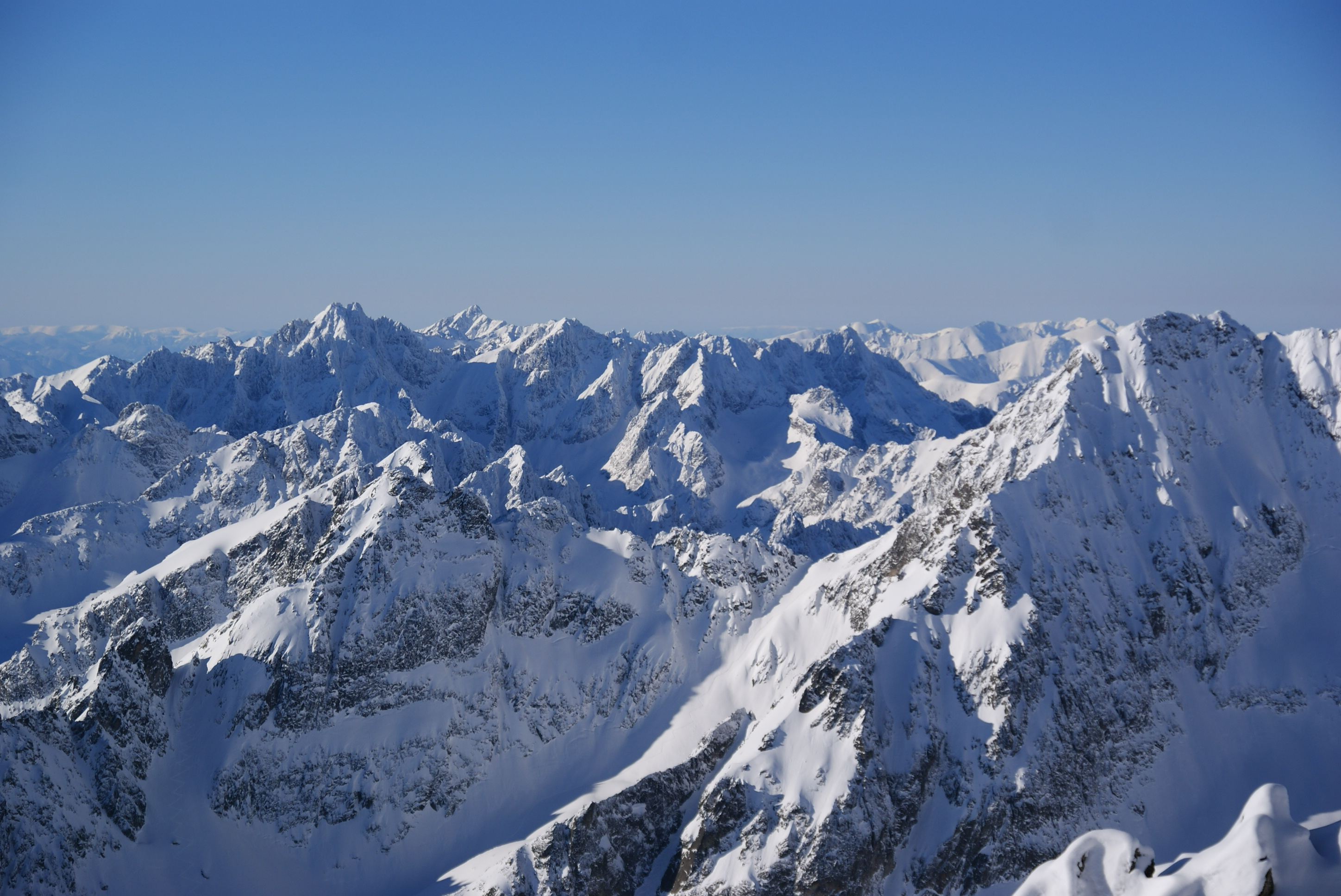
Tatry Wysokie

Słowacja ma gęstą sieć rzeczną, której 96% należy do zlewni Dunaju (zlewisko Morza Czarnego), a pozostałe 4% – do zlewni Wisły (zlewisko Morza Bałtyckiego). Największe rzeki Słowacji (według przepływu) to: Dunaj, Wag (Váh), Hron, Morawa (Morava), Bodrog, Latorica, Laborec, a najdłuższe – Wag (Váh; 403 km), Hron (284 km), Ipola (Ipeľ; 232 km), Nitra (197 km), Hornad (Hornád; 193 km), Dunaj (172 km).
Słowacja jest krajem ubogim w naturalne zbiorniki wodne. Większość z nich znajduje się w górach. Są to z reguły niewielkie zbiorniki pochodzenia polodowcowego. Największym i zarazem najgłębszym jeziorem jest Wielki Hińczowy Staw (Veľké Hincovo pleso) w Wysokich Tatrach.

Do chwili obecnej (2018 r.) na Słowacji zidentyfikowano ok. 1780 źródeł wód mineralnych i termalnych, o zróżnicowanych składach chemicznych i dużej rozpiętości temperatur. Wiele z nich jest wykorzystywanych gospodarczo, zarówno jako wody konsumpcyjne, jak i w balneoterapii.

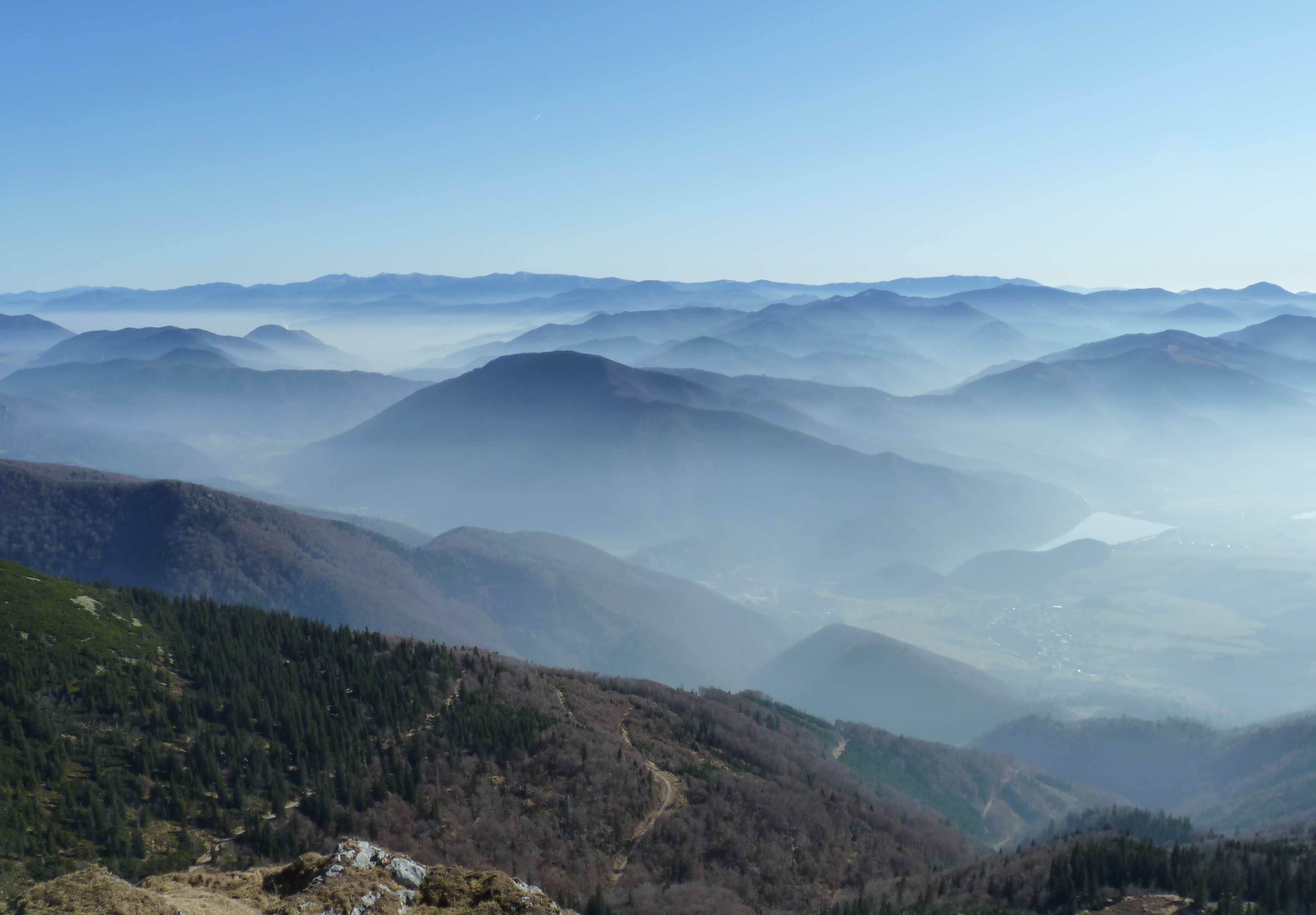
Mała Fatra

### Ochrona przyrody
Aktualnie na terenie Słowacji funkcjonują następujące kategorie chronionych obszarów i obiektów przyrodniczych:

#### Parki narodowe (słow.Národný park; NP)
Według stanu z 2012 r. na Słowacji istniało 9 parków narodowych:
- Tatrzański Park Narodowy (TANAP, Tatranský národný park)
- Pieniński Park Narodowy (PIENAP, Pieninský národný park)
- Park Narodowy „Niżne Tatry” (NAPANT, Národný park Nízke Tatry)
- Park Narodowy „Mała Fatra” (Národný park Malá Fatra)
- Park Narodowy „Wielka Fatra” (Národný park Veľká Fatra)
- Park Narodowy „Słowacki Raj” (Národný park Slovenský raj)
- Park Narodowy „Połoniny” (Národný park Poloniny)
- Park Narodowy Płaskowyż Murański (Národný park Muránska planina)
- Park Narodowy „Kras Słowacki” (Národný park Slovenský kras)

#### Obszary chronionego krajobrazu (słow.Chránená krajinná oblasť; CHKO)
Są to wielkopowierzchniowe (co najmniej 1000 ha, zwykle znacznie więcej) formy ochrony terenu (nie tylko samej przyrody!) z rozrzuconymi ekosystemami, istotnymi dla zachowania różnorodności biologicznej i stabilności ekologicznej, o charakterystycznym krajobrazie i/lub specyficznymi formami historycznego osadnictwa i działalności ludzkiej. Według stanu z 2012 r. na terenie Słowacji istniało 14 takich obszarów:
- Chránená krajinná oblasť Biele Karpaty
- Chránená krajinná oblasť Cerová vrchovina
- Chránená krajinná oblasť Dunajské luhy
- Chránená krajinná oblasť Horná Orava
- Chránená krajinná oblasť Kysuce
- Chránená krajinná oblasť Latorica
- Chránená krajinná oblasť Malé Karpaty
- Chránená krajinná oblasť Poľana
- Chránená krajinná oblasť Ponitrie
- Chránená krajinná oblasť Strážovské vrchy
- Chránená krajinná oblasť Štiavnické vrchy
- Chránená krajinná oblasť Vihorlat
- Chránená krajinná oblasť Východné Karpaty
- Chránená krajinná oblasť Záhorie

#### Rezerwaty przyrody
(słow. Prírodná rezervácia; PR)
Aktualnie (lipiec 2015) na terenie Słowacji istnieje 608 rezerwatów przyrody, z których 231 posiada status Narodowego Rezerwatu Przyrody (słow. Národná Prírodná rezervácia; NPR).

#### Pomniki przyrody
(słow. Prírodná pamiatka; PP)

#### Areały chronione
(słow. Chránený areál; CHA)

## Historia

### Słowacja w prehistorii
Tereny zachodniej i południowej Słowacji od epoki żelaza zamieszkiwali Celtowie. Do dużego znaczenia doszło plemię Bojów. Budowało ono rozległe grody oppida, np. w miejscu dzisiejszej Bratysławy. Osady te stały się ośrodkami rozwiniętej gospodarki, m.in. wytwarzano w nich monety wzorowane na greckich heksadrachmach.
Wschodnia część kraju kontrolowana była przez Daków, a znajdowała się w orbicie wpływów kulturowych zarówno celtyckich, jak i dackich; Dakowie bowiem osiedlali się pomiędzy Celtami w dorzeczach Bodrogu i Hronu. W późniejszym czasie ziemiami słowackimi zawładnęły plemiona germańskie, wciąż jednakże istniały skupiska celtyckiej ludności na wschodnich peryferiach terytorium. Ówcześnie Germanami z tych ziem byli głównie Markomanowie (na zachodzie) i Kwadowie (południowo środkowa część kraju.)

### Słowacja w okresie Cesarstwa Rzymskiego
W latach 20–50 n.e. Kwadowie założyli królestwo, któremu przewodził Vannius – dawny najemnik rzymski. Było ono zależne od iliryjskiego Królestwa Pannoni.
W późniejszych latach napływ Germanów spowodował wojny markomańskie, podczas których Rzymianie zapuszczali się na ziemie słowackie. W czasie jednej z takich wypraw (ok. 179 r.) legiony rzymskie doszły aż do okolic dzisiejszego Trenczyna, pozostawiając na skale, na której dziś wznosi się trenczyński zamek, wykutą inskrypcję okolicznościową.
V wiek to okres tzw. wędrówki ludów, głównie germańskich, a spowodowanych najściem Hunów na wybrzeże Morza Czarnego. Podówczas okolice Bratysławy i Dunaju zostały zasiedlone przez Herulów.
Ziemiami słowackimi władały królestwa Germanów do II połowy VI wieku. Wtedy to obszary najbardziej zasiedlone wyludniły się na skutek wojny Gepidów, których ośrodkiem były ziemie na zach. od łuku Karpat, z Longobardami, których ośrodkiem była wtedy Panonia.

### Średniowiecze

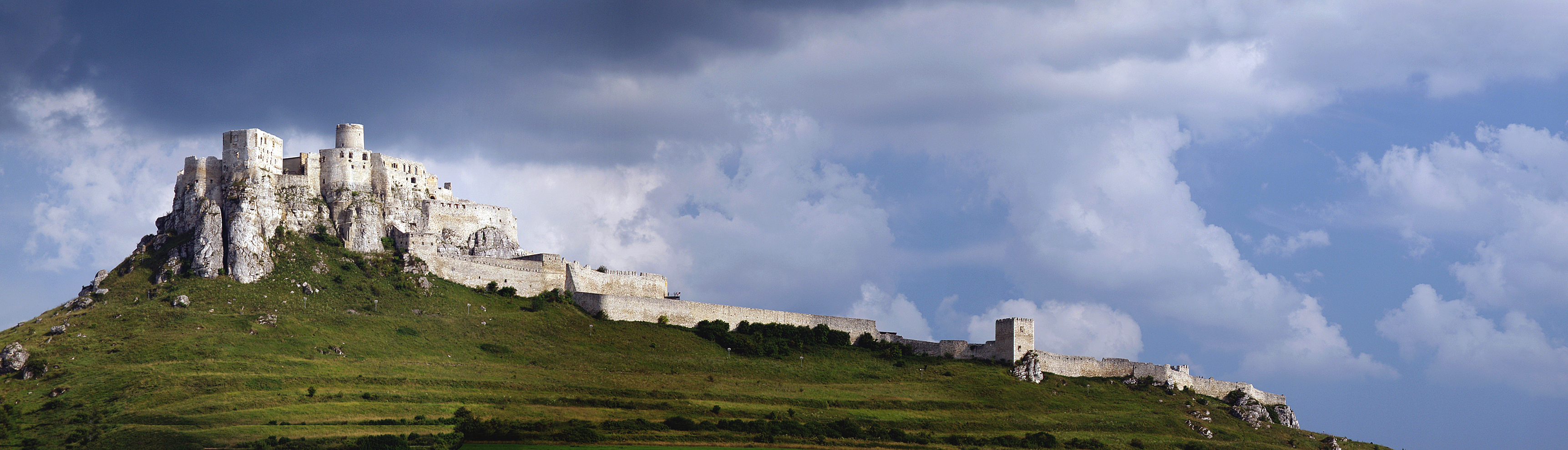
Zamek Spiski

W VIII wieku na terenach dzisiejszej Słowacji powstało Księstwo Nitrzańskie. W 833 roku zostało ono podbite przez Mojmira I i odtąd aż do 906 roku obszar ten wraz z Czechami i Morawami tworzył państwo wielkomorawskie. W państwie tym działali m.in. św. Cyryl i Metody. Był to, oprócz XX wieku, jedyny okres w historii kraju, gdy był on związany politycznie z ziemiami czeskimi. W latach 1003–1018 i chwilowo w 1031 roku tereny Słowacji (Słowaczyzna) należały do Polski, po czym około 1031 roku zostały podbite przez Królestwo św. Stefana. Od tego czasu stanowiły integralną część Węgier, tworząc jego północne komitaty (tzw. Górne Węgry, węg. Felvidék). Północ kraju zamieszkana była przez ludność pochodzenia słowiańskiego, południe zaś stanowiło obszar intensywnej kolonizacji szlachty węgierskiej. Na przełomie XIII/XIV wieku, w okresie osłabienia władzy królewskiej, Słowacją rządzili suwerenni magnaci – zachodnią Słowacją rządził Mateusz Czak, władający 14 węgierskimi powiatami, wschodnią Słowacją rządził magnat Amadej Aba, a środkową István Ákos. Ich władzę ograniczył po długich walkach król Karol Robert. Wielkorządcą Górnych Węgier w okresie późnego średniowiecza był magnat polskiego pochodzenia, Ścibor ze Ściborzyc, w którego posiadaniu była połowa zachodniej Słowacji.

### Słowacja w rękach Habsburgów

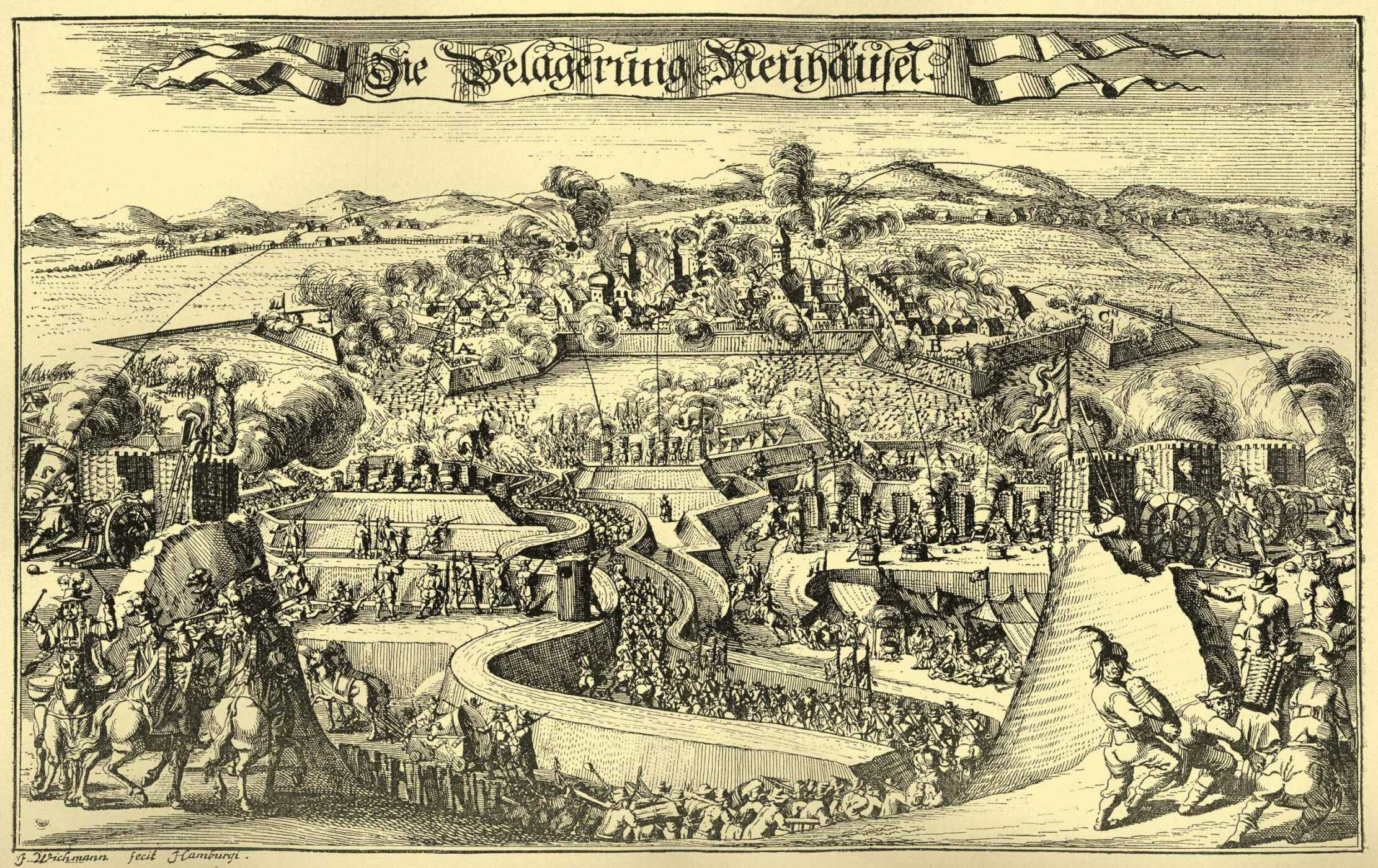
Turecka forteca Nowe Zamki, 1685

W 1526 roku, wraz z przejściem Węgier pod władanie dynastii Habsburgów, Słowacja razem z Królestwem Węgier weszła w skład monarchii habsburskiej. Status Słowacji w obrębie monarchii habsburskiej pozostawał niezmieniony nawet po reformie konstytucyjnej z 1867 roku, wciąż stanowiąc nieposiadającą autonomii część państwa węgierskiego. W połowie XIX wieku wraz z pojawieniem się austroslawizmu nasiliły się żądania utworzenia w ramach monarchii odrębnej składowej słowiańskiej obejmującej Czechów, Słowaków, Rusinów oraz Słoweńców, mającej być przeciwwagą dla wpływów niemiecko-węgierskich w CK Monarchii (choć wielu Słowaków uważało się za „słowiański szczep węgierski” i ich celem było jedynie uzyskanie szerszej autonomii w węgierskiej części Austro-Węgier).
Po upadku reformy Badeniego pomysły te nie zostały zrealizowane aż do czasu rozpadu Austro-Węgier na skutek Wielkiej Wojny w 1918 roku.

### Czechosłowacja
Słowacy zgłosili wówczas akces do wspólnego państwa z Czechami tworząc Czechosłowację. Do terytoriów zamieszkanych przez większość słowacką włączono też sporo terenów, na których Węgrzy byli większością lub jedyną narodowością – praktycznie cały południowy pas państwa był etnicznie węgierski, również stolica – Bratysława – zamieszkana była przez wielonarodowościową społeczność, wśród której Słowacy stanowili mniejszość. Choć było to złamaniem zasady samostanowienia narodów, promowanej przez Wilsona, realnym powodem takich postanowień był fakt, że etnicznie słowackie ziemie były w większości górzyste i mało urodzajne, natomiast pas naddunajski obfitował w urodzajne gleby. Doprowadziło to do powstania rewizjonizmu węgierskiego, w konsekwencji zawiązania Małej Ententy i napiętych stosunków czechosłowacko-węgierskich w okresie międzywojennym. W 1919 roku na Słowacji powstała istniejąca jedynie kilka tygodni Słowacka Republika Rad.

### Pierwsza Republika Słowacka

Pierwsza Republika Słowacka

Po upadku 1. republiki czechosłowackiej jesienią 1938 doszło do ugody żylińskiej i federalizacji okrojonego państwa. Jednak wkrótce pod naciskiem Hitlera rząd słowacki ks. Tiso ogłosił niepodległość. W latach 1939–1945 istniała uzależniona od III Rzeszy i okrojona Republika Słowacka. Kraj musiał się zrzec na korzyść Węgier terenów na południu zamieszkane w większości przez Węgrów – z Koszycami włącznie. Na zachodzie Niemcy administrowali strefą okupacyjną.
Słowacja wzięła udział w ataku na Polskę w 1939 roku jako sojusznik Rzeszy. Armia słowacka pod dowództwem Ferdinanda Čatloša zaatakowała Polskę o godzinie 5.00 siłą trzech dywizji w kierunkach: podhalańskim, nowosądeckim i bieszczadzkim. Po upadku Polski Słowacja uzyskała fragmenty Spiszu i Orawy. Wojsko słowackie wzięło również udział w inwazji niemieckiej na ZSRR w latach 1941–1945. W obliczu zbliżającego się frontu wschodniego 29 sierpnia 1944 wybuchło słowackie powstanie narodowe, które trwało kilka miesięcy. Po jego stłumieniu przez wojska niemieckie z końcem października dowództwo powstania przeniosło się w Niżne Tatry, gdzie na początku listopada 1944 r., w zamknięciu Doliny Łomnistej, utworzono siedzibę Sztabu Głównego wojsk powstańczych. Również większość jednostek powstańczych wycofała się w góry, a dalsze walki o charakterze partyzanckim trwały do końca wojny.
Jeszcze w trakcie powstania u północno-wschodnich granic Słowacji rozpoczęła się tzw. operacja dukielsko-preszowska. Brała w niej udział 1 Brygada Czechosłowacka. W dniu 6 października żołnierze 2 batalionu tej brygady w rejonie Barwinka przekroczyli przedwojenną granicę polsko-czechosłowacką i wyzwolili pierwszą słowacką miejscowość – Vyšný Komárnik. Walki, które w pierwotnym zamyśle miały doprowadzić do połączenia się wojsk radzieckich i czechosłowackich z oddziałami powstańczymi, trwały do końca listopada i kosztowały sam tylko I Czechosłowacki Korpus Armijny 6,5 tys. zabitych i rannych.
Drugą ogromną operacją na terenie Słowacji podczas II wojny światowej były walki o przełamanie frontu między Tatrami a Niżnymi Tatrami oraz wyzwolenie Liptowskiego Mikułasza, jakie toczyły się od 2 lutego do 4 kwietnia 1945 r.

### Słowacja powojenna
Po 1945 doszło do odtworzenia państwa czechosłowackiego na zasadach z 1938. W 1968 w wyniku reform „praskiej wiosny” rozszerzono autonomię Słowacji (duży wpływ na to miał przywódca państwa Alexander Dubček, sam z pochodzenia Słowak). Pokojowy podział Czechosłowacji na dwa suwerenne państwa nastąpił 1 stycznia 1993.

## Ustrój polityczny i dzieje najnowsze

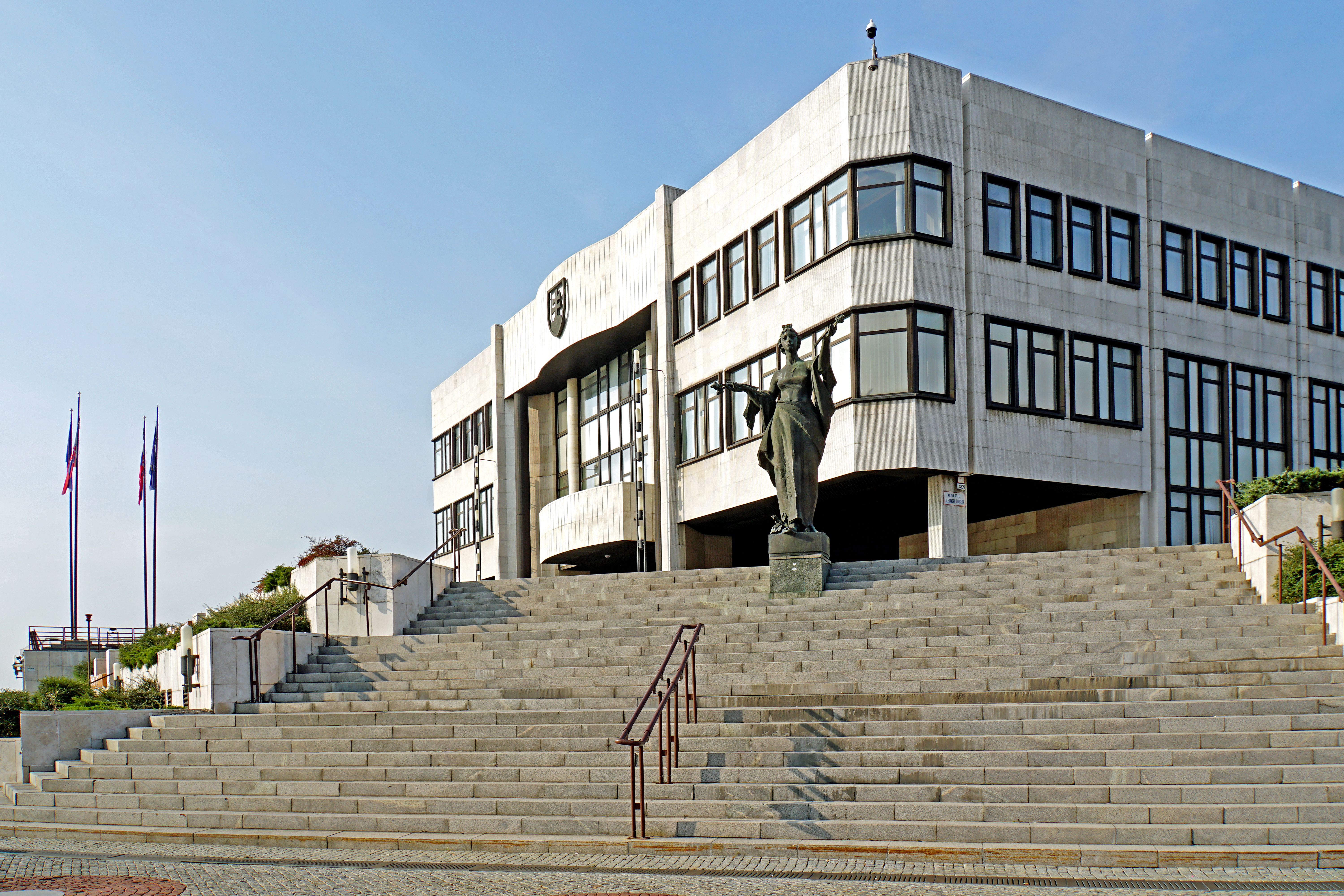
Budynek Rady Narodowej w Bratysławie

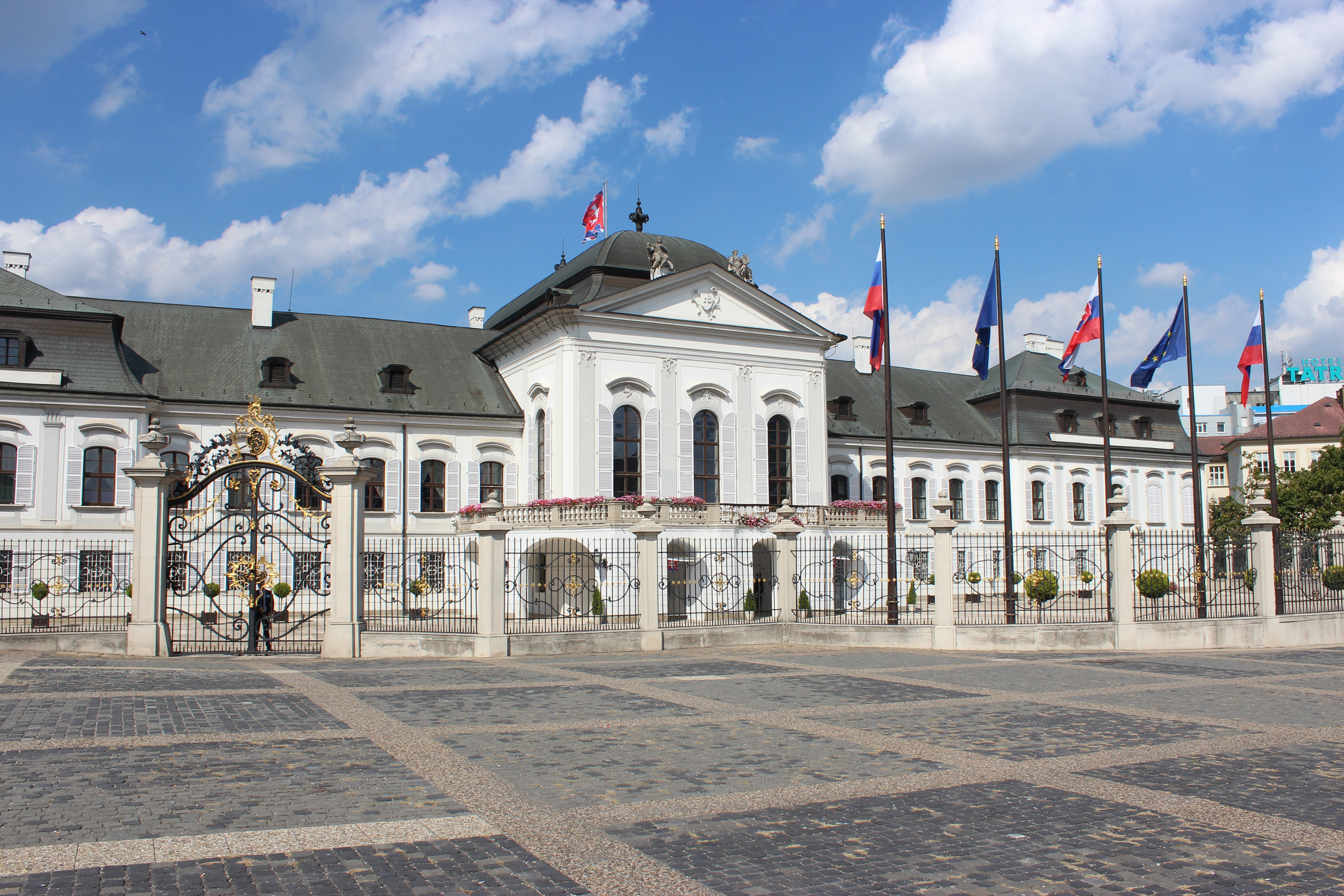
Pałac Prezydencki w Bratysławie

Słowacja jest republiką demokratyczną o systemie rządów parlamentarno-gabinetowych. Na czele państwa stoi prezydent, wybierany w wyborach powszechnych (od 1999) na kadencję pięcioletnią. Ratyfikuje on umowy międzynarodowe, wysyła i przyjmuje ambasadorów, jest zwierzchnikiem sił zbrojnych. Jego kompetencje w polityce wewnętrznej są ograniczone: nominowanie premiera i rządu, oraz inicjatywy ustawodawczej, możliwość rozwiązania parlamentu przed terminem w określonych konstytucyjnie sytuacjach. Prezydent nie posiada prawa weta. Prezydent dzieli się władzą wykonawczą z premierem, który stoi na czele gabinetu posiadającego poparcie większości jednoizbowego parlamentu – 150-osobowej Rady Narodowej Republiki Słowackiej. Zarówno rząd, jak i prezydent w drodze specjalnej procedury referendalnej mogą zostać odwołani przez społeczeństwo, co jak na Europę Środkową jest rozwiązaniem nader oryginalnym.

### Podstawy prawne funkcjonowania systemu partyjnego Słowacji
Podstawy prawne tworzenia i działalności partii politycznych zawarte są w art. 29 Konstytucji Republiki Słowackiej, w ustawie o zrzeszaniu się w partiach i ruchach politycznych, a także w wybranych postanowieniach ustawy o wyborach do Słowackiej Rady Narodowej. Finansowanie partii uregulowane jest w ustawie o ograniczeniu wydatków partii i ruchów politycznych na propagandę przed wyborami do Rady Narodowej. Partie i ruchy polityczne na Słowacji są jedynymi podmiotami politycznymi, które umożliwiają obywatelom tego państwa zdobycie mandatów parlamentarnych.

### 1998–2002
Na czele rządu Słowacji stał od 1998 Mikuláš Dzurinda – chrześcijański demokrata. W latach 1998–2002 przewodniczył szerokiej antymecziarowskiej koalicji socjalistów, chadeków i mniejszości węgierskiej. Głównym celem ówczesnego rządu było poprawienie fatalnego wizerunku Słowacji po kilkuletnich rządach Vladimíra Mečiara oraz integracja z UE i NATO.
Funkcję prezydenta pełnił w latach 1999–2004 Rudolf Schuster, w kwietniu 2004 Słowacy zdecydowali się powierzyć ten urząd Ivanowi Gašparovičowi, byłemu współpracownikowi (do 2000) Vladimíra Mečiara, przewodniczącemu Rady Narodowej w latach 1992–1998.

### 2002–2006
W 2002 Mikuláš Dzurinda stanął na czele bardziej jednorodnej ideowo koalicji centroprawicowej (centroprawicowa Słowacka Unia Chrześcijańska i Demokratyczna (SDKÚ), chadecki Ruch Chrześcijańsko-Demokratyczny (KDH), Partia Węgierskiej Koalicji (SMK) i (do 2005) liberalny Sojusz Nowego Obywatela (ANO)). Opozycję stanowiły populistyczno-lewicowy Kierunek – Socjalna Demokracja (Kierunek) z byłym działaczem komunistycznym Robertem Fico na czele, Ruch na rzecz Demokratycznej Słowacji (HZDS) Vladimíra Mečiara, Słowacka Partia Narodowa (SNS) kierowana przez Jána Slotę oraz Słowacka Partia Komunistyczna (KSS).
Za drugiej jego kadencji udało się, pomimo obstrukcyjnych działań podejmowanych przez prezydenta Rudolfa Schustera m.in.: wejść do NATO i UE oraz przeprowadzić śmiałe reformy gospodarcze (m.in. podatek liniowy CIT, PIT i VAT na poziomie 19%, niskie koszty zatrudnienia pracowników, ograniczenie wydatków socjalnych, prywatyzacja większości państwowych przedsiębiorstw, komercjalizacja służby zdrowia i państwowego szkolnictwa). Rząd Mikuláša Dzurindy był pierwszym rządem w Europie Środkowej, który wybrano na ponowną kadencję.

### 2006–2010

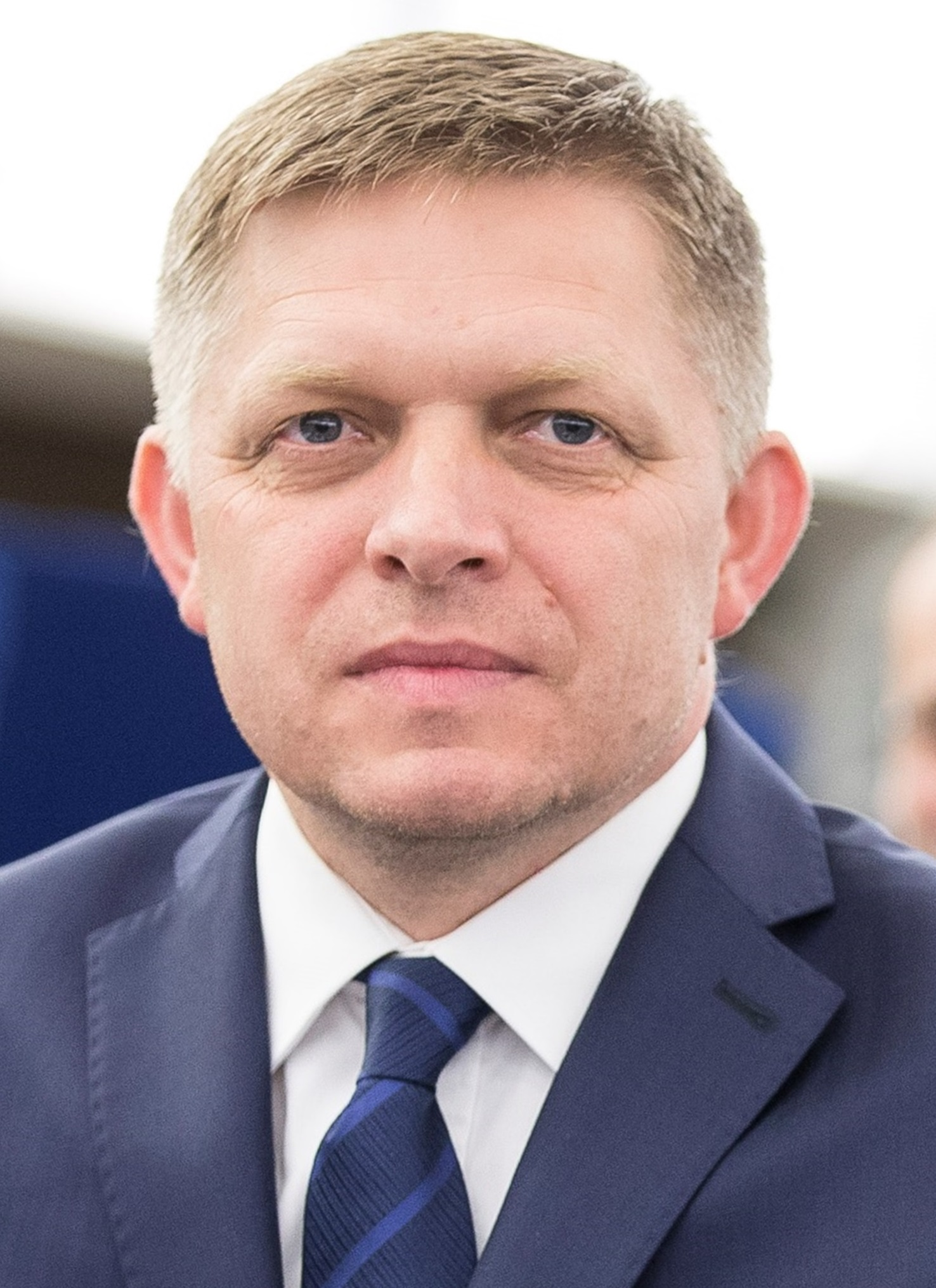
Robert Fico

W latach 2006–2010 funkcję premiera pełnił Robert Fico, popierany przez lewicowo-nacjonalistyczną koalicję Partii Ludowej – Ruchu dla Demokratycznej Słowacji, Słowacką Partię Narodową oraz zwycięski Kierunek – Socjalna Demokracja, którego jest przewodniczącym.
W 2009 Słowacja przystąpiła do strefy euro.

Pomimo zwycięstwa Smeru w wyborach parlamentarnych w 2010 r., Fico nie zdołał utworzyć kolejnego rządu.

### 2010–2012
W lipcu 2010 władzę w kraju przejęła koalicja czterech partii prawicowych, a stanowisko premiera zajęła Iveta Radičová. Rząd Radičovej nie dotrwał do końca kadencji parlamentu. W styczniu 2011 zmieniono podstawową stawkę VAT na 20%. W październiku 2011 przegrał głosowanie nad wotum zaufania połączone z głosowaniem nad akceptacją programu Europejskiego Funduszu Stabilizacji Finansowej. W konsekwencji, w marcu 2012 odbyły się wcześniejsze wybory parlamentarne, w których większość mandatów uzyskał SMER. 4 kwietnia 2012 na czele nowego rządu stanął ponownie Robert Fico.

## Prawa człowieka
Departament Stanu USA w 2010 roku donosił:
Rząd na ogół respektuje prawa swoich obywateli, jednak pojawiły się problemy w niektórych obszarach. Znaczące problemy praw człowieka zawierały nadal doniesienia o złym traktowaniu przez policję Romów i długotrwałe przetrzymywanie w areszcie; ograniczaniu wolności religii, obawach o uczciwość sądownictwa, korupcji w krajowym rządzie, samorządzie terytorialnym i publicznej służbie zdrowia, przemocy wobec kobiet i dzieci; handlu kobietami i dziećmi; społecznej dyskryminacji i przemocy wobec Romów i innych mniejszości.
Prawa człowieka są zagwarantowane w Konstytucji Słowacji z 1992 roku i przez wiele międzynarodowych przepisów podpisanych przez Czechosłowację i Słowację w latach 1948 i 2006 r.

## Podział administracyjny
Słowacja jest państwem unitarnym. Dzieli się na 8 krajów i 79 powiatów. Kraje dzielą się na powiaty (okresy), a te na gminy (obce) miejskie lub wiejskie. Jednostki administracyjne szczebla krajowego i gminnego są również jednostkami samorządu terytorialnego.
| Lp.                             | Nazwa polska          | Nazwa słowacka       | Stolica          | Powierzchnia (w tys. km²) | Ludność (2001 rok) | Ludność (2011 rok) |
| ------------------------------- | --------------------- | -------------------- | ---------------- | ------------------------- | ------------------ | ------------------ |
| 1                               | Kraj bratysławski     | Bratislavský kraj    | Bratysława       | 2,03                      | 599 012            | 602 436            |
| 2                               | Kraj trnawski         | Trnavský kraj        | Trnawa           | 4,15                      | 551 003            | 554 741            |
| 3                               | Kraj trenczyński      | Trenčiansky kraj     | Trenczyn         | 4,5                       | 605 582            | 594 328            |
| 4                               | Kraj nitrzański       | Nitriansky kraj      | Nitra            | 6,34                      | 713 422            | 689 867            |
| 5                               | Kraj żyliński         | Žilinský kraj        | Żylina           | 6,79                      | 692 332            | 688 851            |
| 6                               | Kraj bańskobystrzycki | Banskobystrický kraj | Bańska Bystrzyca | 9,46                      | 662 121            | 660 563            |
| 7                               | Kraj preszowski       | Prešovský kraj       | Preszów          | 8,99                      | 789 968            | 814 527            |
| 8                               | Kraj koszycki         | Košický kraj         | Koszyce          | 6,75                      | 766 012            | 791 723            |
|                                 |                       |                      |                  |                           |                    |                    |
| Mapa podziału administracyjnego |                       |                      |                  |                           |                    |                    |

## Siły zbrojne
Słowacja, z racji braku dostępu do morza, dysponuje dwoma rodzajami sił zbrojnych: wojskami lądowymi oraz siłami powietrznymi. Uzbrojenie sił lądowych Słowacji składało się w 2014 roku z: 30 czołgów, 530 opancerzonych pojazdów bojowych, 16 dział samobieżnych, 26 zestawów artylerii holowanej oraz 26 wieloprowadnicowych wyrzutni rakietowych. Słowackie siły powietrzne z kolei posiadały w 2014 roku uzbrojenie w postaci m.in. 12 myśliwców, 27 samolotów transportowych, 9 samolotów szkolno-bojowych oraz 17 śmigłowców.
Wojska słowackie w 2014 roku liczyły 13,5 tys. żołnierzy zawodowych (brak rezerwistów). Według rankingu Global Firepower (2014) słowackie siły zbrojne stanowią 71. siłę militarną na świecie, z rocznym budżetem na cele obronne w wysokości 1 mld dolarów (USD).

## Demografia

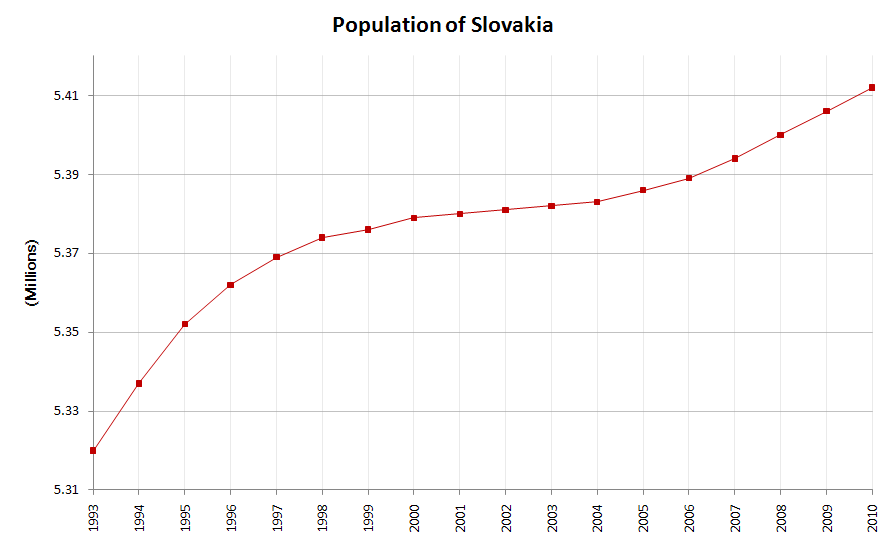
Zmiana liczby ludności Słowacji w latach 1993–2010 (w milionach)

- Liczba mieszkańców: 5 397 036 (2011)[26]
- Średnia gęstość zaludnienia: 110 os./km²
- Przyrost naturalny: 0,15% (2005)
- Skład etniczny:
  - Słowacy: 80,7%
  - Węgrzy: 8,5%
  - Romowie: 2,0%
  - Czesi: 0,6%
  - Pozostali (Ukraińcy, Rusini, Niemcy, Polacy, Żydzi, Morawianie): 8,2%
- Średnia długość życia:
  - mężczyźni: 71 lat (2005)
  - kobiety: 79 lat (2005)

| Narodowość                                                       | Spis 1950 | Spis 1950 | Spis 1961 | Spis 1961 | Spis 1970 | Spis 1970 | Spis 1980 | Spis 1980 | Spis 1991 | Spis 1991 | Spis 2001 | Spis 2001 | Spis 2011 | Spis 2011 |
| Narodowość                                                       | populacja | %         | populacja | %         | populacja | %         | populacja | %         | populacja | %         | populacja | %         | populacja | %         |
| ---------------------------------------------------------------- | --------- | --------- | --------- | --------- | --------- | --------- | --------- | --------- | --------- | --------- | --------- | --------- | --------- | --------- |
| Słowacy                                                          |           | 86,6      |           | 85,3      |           | 85,5      | 4 317 008 | 86,5      | 4 519 328 | 85,7      | 4 614 854 | 85,8      | 4 352 775 | 80,7      |
| Węgrzy                                                           |           | 10,3      |           | 12,4      |           | 12,2      | 559 490   | 11,2      | 567 296   | 10,8      | 520 528   | 9,7       | 458 467   | 8,5       |
| Romowie1                                                         |           | –         |           | –         |           | –         | –         | –         | 75 802    | 1,4       | 89 920    | 1,7       | 105 738   | 2,0       |
| Czesi                                                            |           | 1,2       |           | 1,1       |           | 1,0       | 57 197    | 1,1       | 59 326    | 1,1       | 44 620    | 0,8       | 30 367    | 0,6       |
| Rusini                                                           |           | 1,4       |           | –         |           | 0,9       |           | 0,7       | 17 197    | 0,3       | 24 201    | 0,4       | 33 482    | 0,6       |
| Ukraińcy                                                         | 13 281    | 1,4       | 0,3       | –         | 10 814    | 0,9       | 0,2       | 0,7       | 7430      | 0,1       |           |           |           |           |
| Inni                                                             |           | 0,5       |           | 1,2       |           | 0,4       |           | 0,4       | 22 105    | 0,4       | 74 518    | 1,4       | 408 777   | 7.5       |
| Suma                                                             | 3 442 317 | 3 442 317 | 4 174 046 | 4 174 046 | 4 537 290 | 4 537 290 | 4 991 168 | 4 991 168 | 5 274 335 | 5 274 335 | 5 379 455 | 5 379 455 | 5 397 036 | 5 397 036 |
| 1 Przed 1991 Romowie nie byli uznawani za odrębną grupę etniczną |           |           |           |           |           |           |           |           |           |           |           |           |           |           |

### Największe miasta

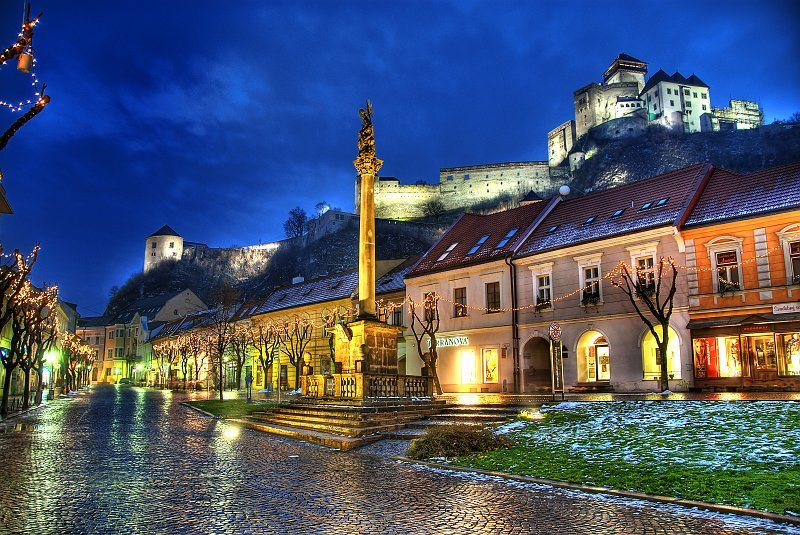
Trenczyn

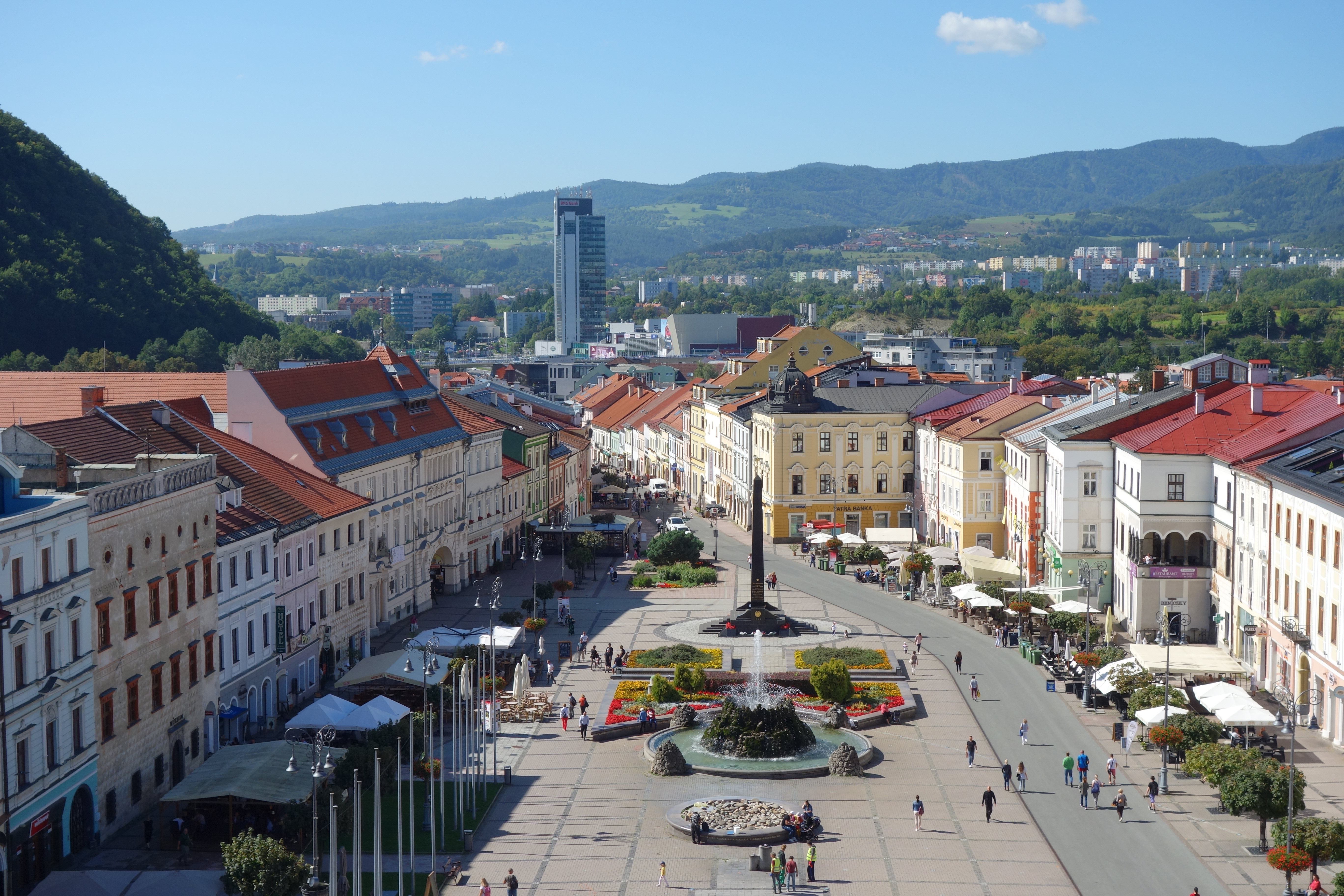
Bańska Bystrzyca

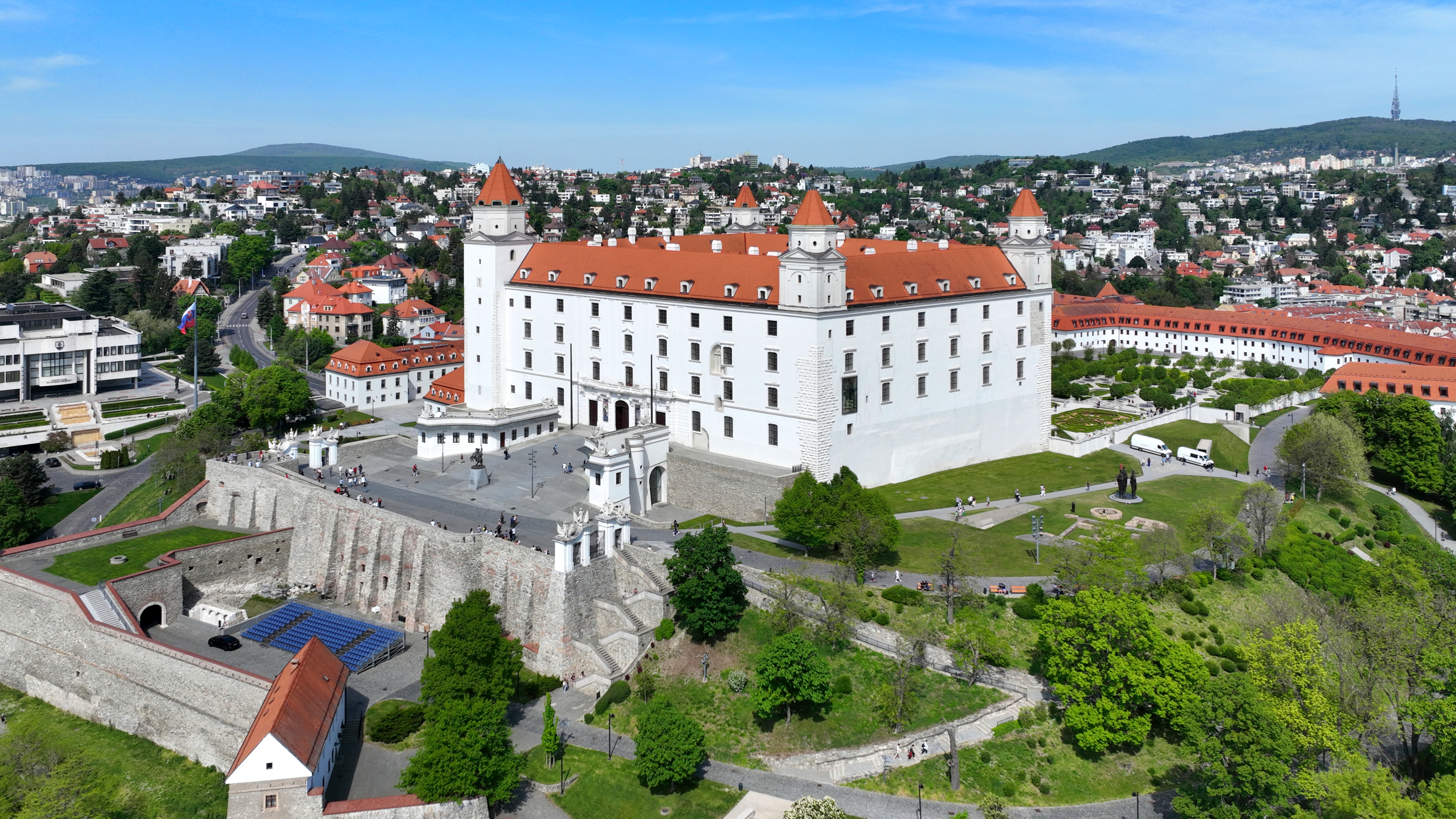
Zamek Bratysławski

| Lp. | Miasto           | Ludność (31.12.2020) | Kraj                  | Bratysława Koszyce Preszów Żylina |
| 1   | Bratysława       | 440 948              | kraj bratysławski     | Bratysława Koszyce Preszów Żylina |
| 2   | Koszyce          | 238 138              | kraj koszycki         | Bratysława Koszyce Preszów Żylina |
| 3   | Preszów          | 87 886               | kraj preszowski       | Bratysława Koszyce Preszów Żylina |
| 4   | Żylina           | 80 386               | kraj żyliński         | Bratysława Koszyce Preszów Żylina |
| 5   | Bańska Bystrzyca | 77 719               | kraj bańskobystrzycki | Bratysława Koszyce Preszów Żylina |
| 6   | Nitra            | 76 028               | kraj nitrzański       | Bratysława Koszyce Preszów Żylina |
| 7   | Trnawa           | 64 735               | kraj trnawski         | Bratysława Koszyce Preszów Żylina |
| 8   | Trenczyn         | 55 416               | kraj trenczyński      | Bratysława Koszyce Preszów Żylina |
| 9   | Martin           | 53 763               | kraj żyliński         | Bratysława Koszyce Preszów Żylina |
| 10  | Poprad           | 50 998               | kraj preszowski       | Bratysława Koszyce Preszów Żylina |
| 11  | Prievidza        | 45 141               | kraj trenczyński      | Bratysława Koszyce Preszów Żylina |
| 12  | Zwoleń           | 42 092               | kraj bańskobystrzycki | Bratysława Koszyce Preszów Żylina |

## Gospodarka
W 2015 r. Słowacja była 19. gospodarką Unii Europejskiej pod względem wielkości PKB w parytecie siły nabywczej i 71. gospodarką świata, a pod względem wielkości PKB nominalnego – 19. gospodarką UE i 63. gospodarką świata.
W 2015 r. PKB per capita w parytecie siły nabywczej Słowacji wyniósł 22 000 PPS (76,7% średniej UE), a PKB per capita nominalny – 14 398 euro (50,1% średniej UE).
Na Słowacji warunki do uprawy winorośli są lepsze niż w Czechach (większe nasłonecznienie, niższa suma opadów). Znakomita większość produkowanych win to wina białe, a państwo cieszy się sięgającą niemal 200 lat (od 1825) tradycją produkcji wina musującego.

### Turystyka
W 2013 roku kraj ten odwiedziło 1,653 mln turystów (8,2% więcej niż w roku poprzednim), generując dla niego przychody na poziomie 2,556 mld dolarów.

## Kultura

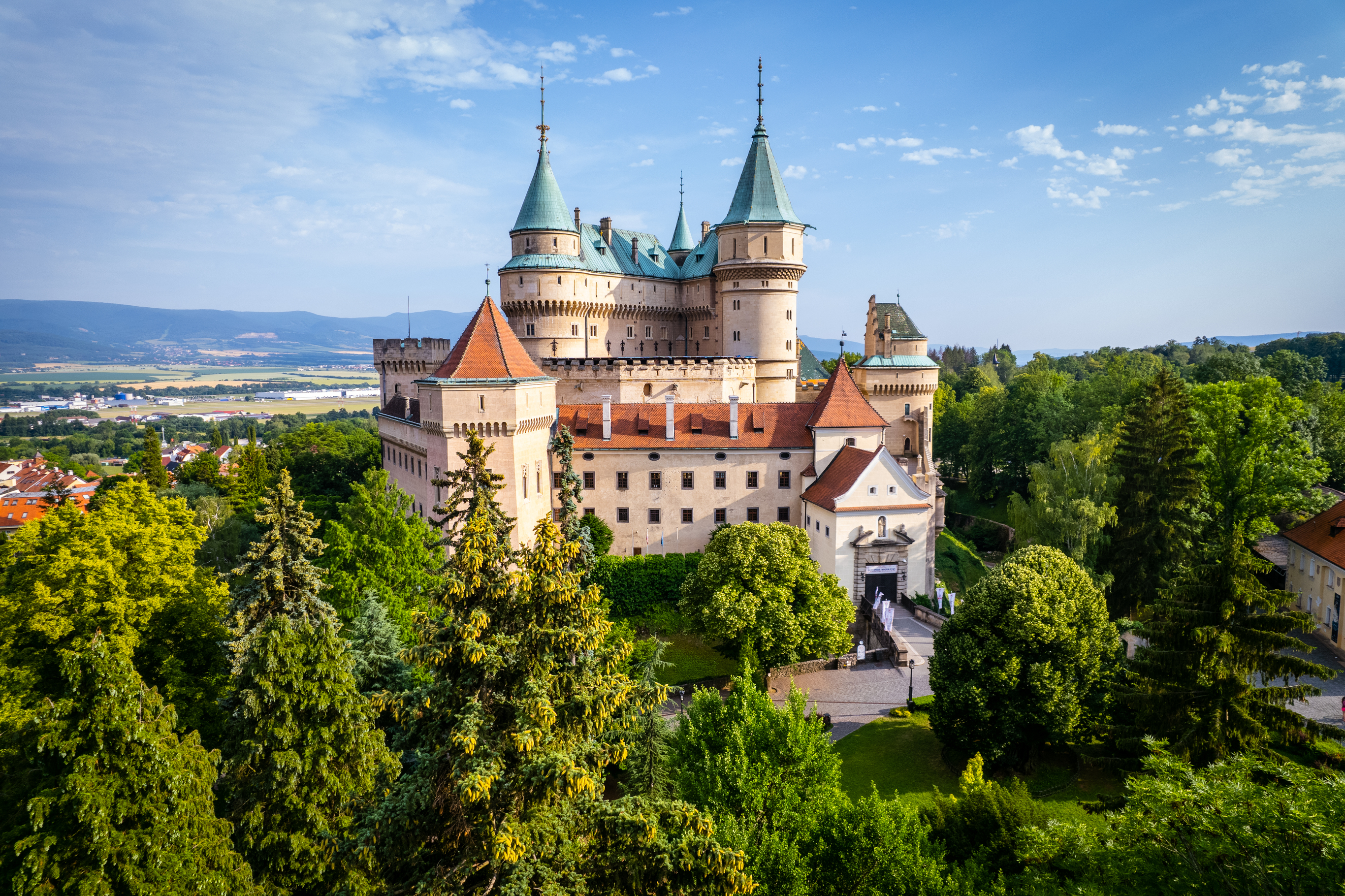
Zamek w Bojnicach

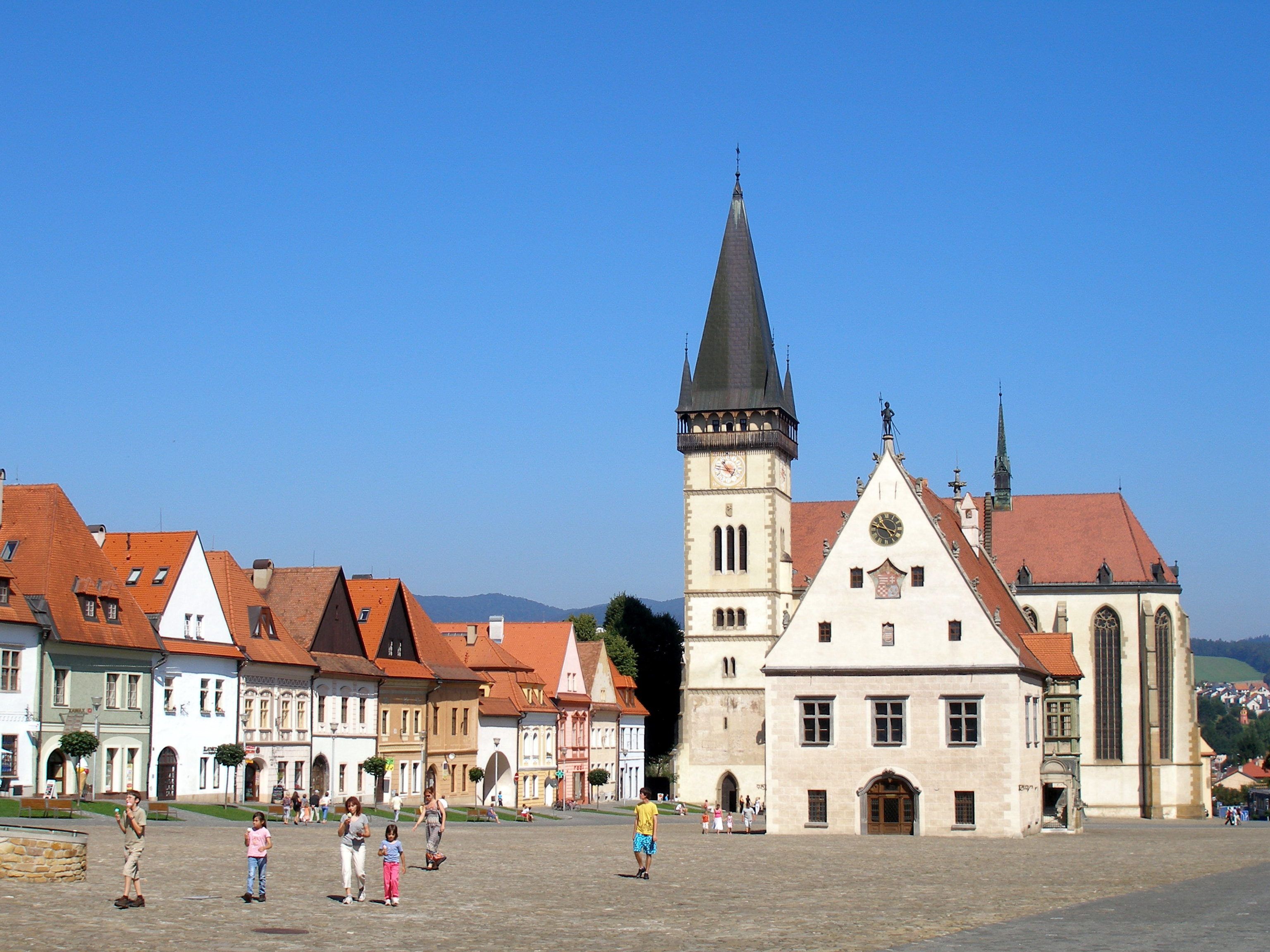
Rynek w Bardejowie

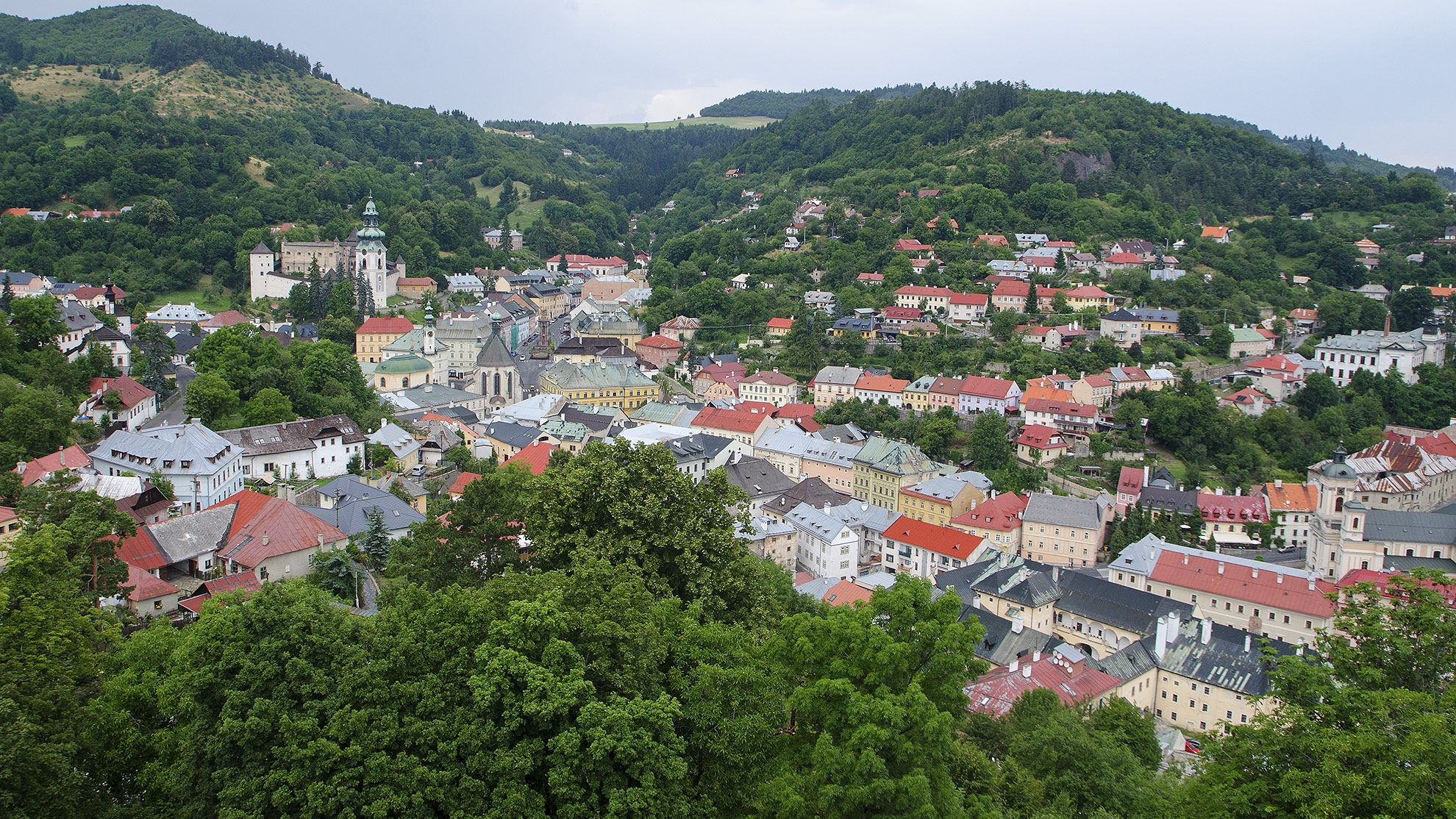
Bańska Szczawnica

Obiekty wpisane na listę światowego dziedzictwa kulturalnego UNESCO:
- Bańska Szczawnica – średniowieczne miasto górnicze
- Vlkolínec – skansen architektury ludowej
- Lewocza i Spisz wraz z zabytkami kultury
- Bardejów – średniowieczne miasto obronne we wschodniej Słowacji, dobrze zachowany zespół miejski z dzielnicą żydowską (synagoga z XVIII wieku)
- Drewniane kościoły i cerkwie w słowackiej części regionu Karpat
- Granice Imperium Rzymskiego – limes naddunajski

Obiekty wpisane na listę światowego dziedzictwa przyrody UNESCO:
- Słowacki Kras i jaskinie krasowe Aggtelek
- Pradawne i pierwotne lasy bukowe Karpat i innych regionów Europy: Stužica – Bukovské vrchy, Rožok, Vihorlat, Havešová

Obiekty wpisane na listę dzieł dziedzictwa ustnego i niematerialnego UNESCO:
- fujara – najbardziej typowy słowacki instrument muzyczny[33]
- muzyka z Terchovej[34]
- kultura związana z dudami[35]
- lalkarstwo w Czechach i na Słowacji – wpis wraz z Czechami[36]
- śpiew polifoniczny w regionie horehrońskim[37]
- tkanina drukowana – drukowanie i farbowanie indygo w Europie[38]
- drotárstvo – sztuka i rzemiosło druciarstwa[39]
- sokolnictwo[40]
- koń lipicański[41]

### Religia
Podział wyznaniowy na Słowacji w 2011 roku:
- Kościół katolicki: 62% (3 347 277 wiernych)
- Kościół greckokatolicki: 3,8% (206 871)
- Kościół Ewangelicki Konfesji Augsburskiej: 5,9% (316 250)
- Kościół reformowany: 1,8% (98 797)
- Kościół prawosławny: 0,9% (49 133)
- Świadkowie Jehowy: 0,3% (17 222)
- mniejsze kościoły protestanckie i inni: 1,3%
- Bezwyznaniowi: 13,4% (725 362)
- Niesprecyzowani: 10,6% (571 437)